# Junior Management Science
Junior Management Science (JUMS) ist die erste  wissenschaftliche Zeitschrift aus der D-A-CH-Region, welche exzellente Abschlussarbeiten publiziert.
Das wissenschaftliche Diamond Open Access Journal veröffentlicht seit 2016 herausragende Abschlussarbeiten von Studierenden, nämlich Bachelor- und Masterthesen aus allen Bereichen der Betriebswirtschaftslehre. Gegründet wurde Junior Management Science durch die Professoren Dominik van Aaken und David Florysiak sowie dem Doktoranden Sebastian Waic, mit dem Ziel, Studierenden die Möglichkeiten zu geben, unabhängiges Feedback zu ihren Abschlussarbeiten zu erhalten und bereits während des Studiums ihre herausragende Abschlussarbeiten zu veröffentlichen. Seit Oktober 2023 wir JUMS von Melanie Rainer operativ geleitet. Seit der Gründung wurden bis Dezember 2024 rund 34 Ausgaben mit insgesamt 260 Abschlussarbeiten veröffentlicht.
Alle eingereichten und von den Department-Editoren begutachteten Arbeiten durchlaufen ein double-blind Peer-Reviewverfahren, wonach die Abschlussarbeiten bewertet und die besten vierteljährlich publiziert werden.
Der Verband der Hochschullehrer für Betriebswirtschaft weist dieses Projekt als Nachwuchsförderung aus und unterstützt das Projekt. JUMS ist seit April 2024 erstmals in vier wissenschaftlichen Kommissionen des VHBs als Diamond Open Access Journal gerankt. Die Zeitschrift ist seit 2024 im DOAJ indiziert und wird von der Universitätsbibliothek der LMU München gehostet. Das Ziel der Zeitschrift ist es, Abschlussarbeiten öffentlich zugänglich zu machen und somit für den wissenschaftlichen Diskurs sowie den Wissenstransfer zur Verfügung zu stellen.